# Battlestations: Midway
Battlestations: Midway (с англ. — «Battlestations: Мидуэй») — компьютерная игра разработанная Eidos Studios Hungary и изданная Eidos Interactive 30 января 2007 года для персональных компьютеров под Windows и для игровой приставки Xbox 360. Версия для Mac OS X была портирована Robosoft Technologies и издана Feral Interactive в июле 2008 года.
Действие игры происходит во время Второй мировой войны на Тихоокеанском театре военных действий. Отличительной особенностью игры является возможность управления всеми видами Военно-морских сил, а также мгновенное переключение между ними.

## Разработка
| Системные требования | Системные требования                                             | Системные требования                                             |
| -------------------- | ---------------------------------------------------------------- | ---------------------------------------------------------------- |
|                      | Минимальные                                                      | Рекомендуемые                                                    |
| ПК (Windows)         |                                                                  |                                                                  |
| ОС                   | Windows XP/Vista                                                 | Windows XP/Vista                                                 |
| ЦПУ                  | 1,9 ГГц или выше                                                 | 2,5 ГГц                                                          |
| Объём ОЗУ            | 512 Мб                                                           | 1 Гб                                                             |
| Место на диске       | 6 Гб свободного места                                            | 6 Гб свободного места                                            |
| Видеокарта           | nVidia 6800 Series или Radeon X800 (шейдеры версии 2.0) с 128 Мб | nVidia 6800 Series или Radeon X800 (шейдеры версии 2.0) с 128 Мб |
| ПК (Mac OS X)        |                                                                  |                                                                  |
| ОС                   | Mac OS: 10.4                                                     | Mac OS: 10.5                                                     |
| ЦПУ                  | 1.83 ГГц                                                         | 2.4 ГГц                                                          |
| Объём ОЗУ            | 512 мб                                                           | 1.5 Гб                                                           |
| Место на диске       | 4.3 Гб свободного места                                          | 4.3 Гб свободного места                                          |
| Видеокарта           | 128 мб VRAM                                                      | 256 мб VRAM                                                      |

15 мая 2008, Feral Interactive анонсировала Battlestations: Midway для Mac. Игра портирована для Mac OS X Robosoft Technologies и издана Feral Interactive.

## Отзывы критиков
| Сводный рейтинг       | Сводный рейтинг                                                          | Сводный рейтинг |
| Издание               | Оценка                                                                   | Оценка          |
| Издание               | PC                                                                       | Xbox 360        |
| --------------------- | ------------------------------------------------------------------------ | --------------- |
| GameRankings          | 77,19 %                                                                  | 73,51 %         |
| Иноязычные издания    |                                                                          |                 |
| Издание               | Оценка                                                                   | Оценка          |
| Издание               | PC                                                                       | Xbox 360        |
| 1UP.com               | 7/10                                                                     | N/A             |
| Game Informer         | 6,5/10                                                                   | N/A             |
| GameSpot              | 7,9/10                                                                   | N/A             |
| IGN                   | 8,5/10                                                                   | N/A             |
| PC Gamer (UK)         | 74 %                                                                     | N/A             |
| X-Play                | 3 из 5 звёзд · 3 из 5 звёзд · 3 из 5 звёзд · 3 из 5 звёзд · 3 из 5 звёзд | N/A             |
| Русскоязычные издания |                                                                          |                 |
| Издание               | Оценка                                                                   | Оценка          |
| Издание               | PC                                                                       | Xbox 360        |
| Absolute Games        | 78 %                                                                     | N/A             |
| «Игромания»           | 8,0                                                                      | N/A             |

ПК версия получила 75 % на Metacritic на основании 11 рецензий, Xbox 360 версия получила 73 % на основании 33 рецензий.

### Награды
Игра получила награду «Новое слово в жанре» от журнала Игромания.

## Продолжение
28 февраля Eidos Interactive анонсировала продолжение Battlestations: Pacific для Windows и Xbox 360, которое вышло в мае 2009 года.
Сиквел берет начало после событий Battlestations: Midway и позволяет играть за обе стороны конфликта. Новая кампания включает в себя возможность играть за японское командование от нападения на Пёрл-Харбор и до победы Японии на Тихом океане и капитуляции США. Также были добавлены новые боевые единицы, такие как камикадзе. Были добавлены новые реалистичные эффекты; например, переливающаяся гладь воды. Многопользовательская игра также претерпела изменения, появились новые режимы.